# الخصخصة في روسيا

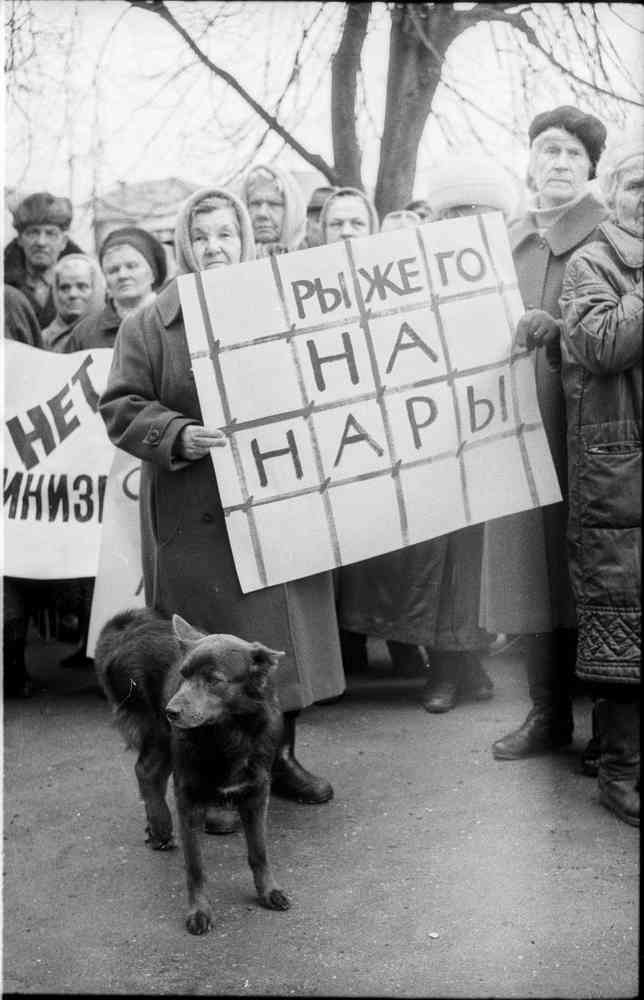
يحتج الروس على الكساد الاقتصادي الناجم عن الإصلاحات قائلين: "يجب أن يكون أحمر الشعر في السجن!"، 1998.

الخصخصة في روسيا سلسلة إصلاحات ما بعد الاتحاد السوفياتي التي أدت إلى خصخصة واسعة النطاق للأصول المملوكة للدولة في روسيا، ولا سيما في القطاعات الصناعية والطاقة والمالية. جرت معظم عمليات الخصخصة في أوائل ومنتصف التسعينات تحت حكم بوريس يلتسين، الذي تولى الرئاسة بعد حل الاتحاد السوفييتي.
ظلت الملكية الخاصة للمؤسسات والممتلكات غير قانونية بشكل أساسي طوال الحقبة السوفيتية، مع تأكيد الشيوعية السوفياتية على السيطرة الوطنية على جميع وسائل الإنتاج إلا القوة البشرية.  في ظل حكم الاتحاد السوفياتي، قُدر عدد مؤسسات الدولة بـ 45000.
في السنوات اللاحقة من الاتحاد السوفياتي، خفف ميخائيل جورباتشوف القيود على الملكية الخاصة وأدخل إصلاحات أولية للسوق. حولت الخصخصة روسيا من الاقتصاد المخطط المركزي السوفيتي إلى اقتصاد السوق، وأدت إلى ارتفاع كبير في مستوى التفاوت الاقتصادي وانهيار الناتج المحلي الإجمالي والناتج الصناعي.
سهلت الخصخصة نقل ثروة كبيرة إلى مجموعة صغيرة نسبياً من القلة من رجال الأعمال والروس الجدد، ولا سيما المديرين التنفيذيين للغاز الطبيعي والنفط.  تم وصف هذا التحول الاقتصادي بأنه (katastroika)  (مزيج من الكارثة ومصطلح البيريسترويكا).

## الخصخصة على أساس القسيمة (1995-1996)
في الأعوام 1992-1994 حصلت خصخصة المؤسسات على طريقتين اثنتين: الخصخصة على أساس القسيمة والخصخصة الصغيرة. بهدف تحقيق العمل بهاتين الطريقتين تم إقرار برنامج على مستوى الدولة، يضم مبادئ وتفاصيل عملية نقل الملكيّة إلى أيدي القطاع الخاص، هذه المبادئ والتفاصيل تعتمد على أحجام المؤسسة التي يتم نقل ملكيّتها.
في حالة المنشآت ذات الحجم الصغير، كان من المسموح بيعهم للقطاع الخاص بشكل مباشر، أو في المناقصات. كان من المسموح كذلك نقل ملكيّتهم إلى عاملي الشركة. هذه العملية أخذت اسم الخصخصة الصغيرة.
مجموعة من الشركات الكبيرة والمتوسطة كانت تطالب بنظام أكثر تعقيداً: في البداية كان من المتطلب تحويل الشركات إلى شركات مساهمة مفتوحة، من ثم بيعها بالأسهم. تم تحديد الحد الأدنى لرأس المال التأسيسي، الذي كان من المتطلب بيعه عن طريق المزادات العلنية، هذا الحد الأدنى كان يشكّل 29% من رأس المال التأسيسي للشركة. في الصفقات كانت تدرج شيكات الخصخصة، التي كانت تسمى قسائم، ومن هنا جاءت تسمية الطريقة — الخصخصة على أساس القسيمة ومن خلاله تم تأجير بعض أكبر الأصول الصناعية للدولة (بما في ذلك الأسهم المملوكة للدولة في نوريلسك نيكل، يوكوس، شركة لوك أويل، سيبنفت، سورغوتنفتيغاز ، نوفوليبيتسك، وميتشيل والمؤجرة من خلال المزادات للمال المقرض من قبل البنوك التجارية للحكومة.

## العقد الأول من الألفية الجديدة
من 2004 إلى 2006، سيطرت الحكومة على الشركات التي تم خصخصتها رسميًا في بعض القطاعات «الاستراتيجية». النفط والطيران ومعدات توليد الطاقة وبناء الآلات والتمويل. على سبيل المثال، سيطرت شركة المعدات الدفاعية المملوكة للدولة روزوبورونيكسبورت على أوتوفاز، المنتج الرئيسي للسيارات الروسية. في يونيو 2006، سيطرت على 60٪ من شركة VSMPO-Avisma ، وهي شركة تمثل ثلثي إنتاج التيتانيوم العالمي. في عام 2007، شركة الطائرات المتحدة، وهي شركة تسيطر عليها الحكومة بنسبة 51 ٪ ، جمعت جميع الشركات الروسية المنتجة للطائرات.

## ما بعد 2010
في 2010 اعتمدت الحكومة الروسية خطة خصخصة تستمر على مدار ثلاثة أعوام بهدف جمع حوالى تريليون روبل (35 مليار دولار أمريكي) من خلال خفض وبيع أسهم حكومية في أصول ربحية مثل شركات النفط والمصارف.
في ديسمبر 2010، أمر الرئيس الروسي ديمتري ميدفيديف الحكومات الإقليمية بالبت في خصخصة الأصول غير الأساسية بحلول يوليو 2011. قال أركادي دفوركوفيتش، الذي كان آنذاك مساعدًا اقتصاديًا كبيرًا للكرملين، إن عائدات الخصخصة الإقليمية يمكن أن تصل إلى عدة مليارات روبل في عام 2011، ويجب على السلطات الإقليمية إعطاء الأولوية لبيع شركات المرافق، والمؤسسات المالية، وأصول التصنيع والنقل ووسائل الإعلام.
في مايو 2012، بعد أن أصبح رئيسًا للوزراء، قال ميدفيديف إن روسيا يجب أن تنفذ برنامج الخصخصة بغض النظر عن تقلبات السوق.
بعد جلسة للمنتدى الاقتصادي العالمي في أكتوبر 2012، قال ميدفيديف «من الضروري لبلدنا مواصلة المسار نحو الخصخصة». وشدد على أنه أكد للمشاركين في جلسة المنتدى الاقتصادي العالمي أنه «لا يرغب في رؤية اقتصاد تسيطر عليه الدولة بالكامل».
في أكتوبر 2017، قال وزير التنمية الاقتصادية الروسي مكسيم أوريشكين لرويترز إنه «لا توجد أسباب مالية متبقية تقريبًا للخصخصة»، بعد تحسن الاقتصاد بسبب ارتفاع أسعار النفط.

### خطة الخصخصة 2011-2015
في أكتوبر 2010، وافقت الحكومة الروسية على خطة لخصخصة مجموعة واسعة من ممتلكات الدولة من الطاقة إلى الزراعة والبنوك إلى النقل.

### خطة الخصخصة 2015-2020
في يوليو 2016 أعلن مسؤولون حكوميون كبار أن روسيا ستمضي قدما في خطة خصخصة كبيرة هذا العام، بعدما باعت حصة إضافية قدرها 10.9% في الروسا للألماس مقابل 52.2 مليار روبل (813 مليون دولار).
في يونيو 2017 قال الرئيس الروسى فلاديمير بوتين إن الحكومة لم توقف عملية الخصخصة في روسيا، لكنها أضفت عليها صبغة عادلة، بهدف حماية ممتلكات الدولة وشدد على مبدأ مساواة جميع المواطنين أمام القانون، بحيث لا يجوز لأحد التعدى على ممتلكات الدولة، لافتا إلى  أنه أجرى حديثا «صريحا وصادقا» مع ممثلى كبرى الشركات بهذا الشأن، والأغلبية العظمى أكدت التزامها بالقوانين.

### خطة الخصخصة 2020-2022
أعلنت الحكومة الروسية، أنها أقرت خطة الخصخصة في البلاد للفترة 2020-2022، مشيرة إلى أن الخطة لا تشمل شركة «إيروفلوت»، ومؤسسة السكك الحديدية الروسية، وشركتي «روس نفط» و«غازبروم» العملاقتين واقتصرت على مرافق بعض المطارات.
حيث أن الحكومة رسمت عدة اتجاهات للخصخصة، تشمل خفض حصة الدولة حتى 50٪ زائد سهم واحد في الشركات الاستراتيجية، ليتم تنفيذها على مدى بضع سنوات.